# 四明山乡
四明山乡，是中华人民共和国湖南省衡陽市祁东县下辖的一个乡镇级行政单位。

## 行政区划
四明山乡下辖以下地区：
四明山村、双江村、白水源村、板桥村、大塘村、李家村和长乐村。